# نشان برای آزادسازی شوشی
نشان برای آزادسازی شوشی (ترکی آذربایجانی: Şuşanın azad olunmasına görə medalı) یکی از بالاترین مدالها در جمهوری آذربایجان است. این نشان، به مناسبت پیروزی جمهوری آذربایجان بر ارمنستان در جنگ دوم قره‌باغ تأسیس شد.

## تاریخچه
الهام علی‌اف، رئیس‌جمهوری آذربایجان در حین عیادت از نظامیان زخمی شده آذربایجانی در جنگ ناگورنو قره‌باغ (۲۰۲۰)، در روز ۱۱ نوامبر سال ۲۰۲۰، اعلام کرد که نشان‌های جدیدی مربوط به همان جنگ در این کشور تأسیس خواهد شد. وی همچنین دستورهای مربوط در جهت اعطاء نشان‌ها و جوایزی به غیرنظامیان و نظامیانی که قهرمانی‌ها و حماسه‌آفرینی‌هایی را در میدان جنگ و جبهه عقب از خود نشان دادند، صادر کرده و اسامی این مدال‌ها را پیشنهاد داد.
در جلسه علنی مجلس ملی آذربایجان که به تاریخ ۲۰ نوامبر سال ۲۰۲۰ برگزار شد، پیش نویس قانون اصلاح «قانون ایجاد نشان‌ها در جمهوری آذربایجان» اعلام وصول شد.
طی همان جلسه، نشان برای آزادسازی شوشی به خاطر پیروزی جمهوری آذربایجان در جنگ دوم قره باغ و بر اساس قانون یادشده، به تأسیس رسید.

## امتیاز
بر پایه «قانون ایجاد نشان‌ها در جمهوری آذربایجان»، نشان برای آزادسازی شوشی یک درجه پایین‌تر از نشان برای آزادسازی قبادلی و یک درجه بالاتر از نشان برای آزادسازی کلبجر می‌باشد.